# Marlene Korthals
Marlene Korthals (ur. 16 maja 1943 w Öblarn, zm. 31 sierpnia 2023) – austriacka saneczkarka, uczestniczka zimowych igrzysk olimpijskich, mistrzostw świata i Europy.
W styczniu 1967 roku zajęła piętnaste miejsce w jedynkach kobiet podczas mistrzostw Europy w Schönau am Königssee, a w lutym tego roku była 23. w mistrzostwach świata w Hammarstrand. 
W 1968 roku wystartowała na igrzyskach w Grenoble, podczas których wzięła udział w rywalizacji kobiet w saneczkarskich jedynkach. Zajęła dziesiąte miejsce ze stratą 2,67 s do zwyciężczyni – Eriki Lechner. W poszczególnych ślizgach Korthals zajęła dziewiąte, ósme i dwunaste miejsce. 

## Igrzyska olimpijskie
| Miejsce | Data              | Miejscowość | Konkurencja | Ślizg 1 | Ślizg 1 | Ślizg 2 | Ślizg 2 | Ślizg 3 | Ślizg 3 | Ślizg 4 | Ślizg 4 | Łącznie | Strata | Zwyciężczyni  |
| Miejsce | Data              | Miejscowość | Konkurencja | Czas    | Miejsce | Czas    | Miejsce | Czas    | Miejsce | Czas    | Miejsce | Łącznie | Strata | Zwyciężczyni  |
| ------- | ----------------- | ----------- | ----------- | ------- | ------- | ------- | ------- | ------- | ------- | ------- | ------- | ------- | ------ | ------------- |
| 10.     | 11–13 lutego 1968 | Grenoble    | jedynki     | 49,72   | 9.      | 50,31   | 8.      | 51,30   | 12.     | N/A     | N/A     | 2:31,33 | 2,67   | Erika Lechner |